# Grant Ledyard
Grant Stuart Ledyard (né le 19 novembre 1961 à Winnipeg, dans la province du Manitoba au Canada) est un joueur professionnel de hockey sur glace ayant évolué à la position de défenseur.

## Carrière
Joueur jamais repêché par une équipe de la Ligue nationale de hockey, Grant Ledyard devient joueur professionnel en 1982 alors qu'il accepte un contrat en tant qu'agent libre avec les Rangers de New York. Il rejoint alors les Oilers de Tulsa de la Ligue centrale de hockey pour qui il évolue durant deux saisons, remportant au cours de cette dernière le trophée Bob Gassoff remis au défenseur de la ligue s'étant le plus amélioré.
Après avoir partagé la saison 1984-1985 entre les Rangers et leur club affilié dans la Ligue américaine de hockey, les Nighthawks de New Haven, Ledyard rejoint l'équipe du Canada et prend part avec eux au championnat du monde de 1985.
Revenu avec les Rangers pour la saison suivante, ceux-ci l'échangent au cours de la saison aux Kings de Los Angeles. Après avoir inscrit quatorze buts au cours de la saison 1986-1987, soit son plus haut nombre de buts en une saison dans la LNH, il se voit être échangé à nouveau, cette fois aux Capitals de Washington.
Le défenseur ne reste avec les Capitals qu'un an avant de passer aux mains de Sabres de Buffalo où il joue durant un peu plus de quatre saisons. Devenant joueur autonome à l'été 1993, il s'entend avec les Stars de Dallas et reste avec eux jusqu'en 1997.
Au cours de cinq saisons suivantes, Ledyard évolue pour autant de formations avant d'annoncer son retrait de la compétition à l'été 2002. Il effectue un retour au jeu cependant au cours de la saison suivante avec le Blast de Brantford de la ligue sénior de l'Ontario dirigé par son ami et ancien coéquipier avec les Kings, Jay Wells. Au cours de son séjour de deux saisons avec le Blast, il ne dispute qu'un total de 22 rencontres de façon intermittente.
Ledyard accepte à l'été 2005 un poste d'entraîneur-adjoint avec le club de hockey du collège Canisius de la NCAA et reste avec eux jusqu'en 2007. En 2008, alors que les Sabres de Buffalo ainsi que l'association des anciens joueurs des Sabres acquièrent les Sabres junior de Buffalo, équipe évoluant dans la ligue junior A de l'Ontario, l'ancien joueur des Sabres Jim Playfair est nommé président de l'organisation et celui offre alors le poste d'entraîneur-chef et directeur-général de l'équipe à Ledyard.

## Statistiques

### Statistiques en club
| Saison     | Équipe                  | Ligue      |       | Saison régulière | Saison régulière | Saison régulière | Saison régulière | Saison régulière |   | Séries éliminatoires | Séries éliminatoires | Séries éliminatoires | Séries éliminatoires | Séries éliminatoires |
| Saison     | Équipe                  | Ligue      | PJ    | B                | A                | Pts              | Pun              | PJ               | B | A                    | Pts                  | Pun                  |                      |                      |
| 1979-1980  | Blues de Fort Garry     | LHJM       | 49    | 13               | 24               | 37               | 90               |                  |   |                      |                      |                      |                      |                      |
| 1980-1981  | Blades de Saskatoon     | LHOu       | 71    | 9                | 28               | 37               | 148              |                  |   |                      |                      |                      |                      |                      |
| 1981-1982  | Blues de Fort Garry     | LHJM       | 63    | 25               | 45               | 70               | 150              |                  |   |                      |                      |                      |                      |                      |
| 1982-1983  | Oilers de Tulsa         | LCH        | 80    | 13               | 29               | 42               | 115              |                  |   |                      |                      |                      |                      |                      |
| 1983-1984  | Oilers de Tulsa         | LCH        | 58    | 9                | 17               | 26               | 71               | 9                | 5 | 4                    | 9                    | 10                   |                      |                      |
| 1984-1985  | Nighthawks de New Haven | LAH        | 36    | 6                | 20               | 26               | 18               |                  |   |                      |                      | ;                    |                      |                      |
| 1984-1985  | Rangers de New York     | LNH        | 42    | 8                | 12               | 20               | 53               | 3                | 0 | 2                    | 2                    | 4                    |                      |                      |
| 1985-1986  | Rangers de New York     | LNH        | 27    | 2                | 9                | 11               | 20               |                  |   |                      |                      |                      |                      |                      |
| 1985-1986  | Kings de Los Angeles    | LNH        | 52    | 7                | 18               | 25               | 78               |                  |   |                      |                      |                      |                      |                      |
| 1986-1987  | Kings de Los Angeles    | LNH        | 67    | 14               | 23               | 37               | 93               | 5                | 0 | 0                    | 0                    | 10                   |                      |                      |
| 1987-1988  | Nighthawks de New Haven | LAH        | 3     | 2                | 1                | 3                | 4                |                  |   |                      |                      |                      |                      |                      |
| 1987-1988  | Kings de Los Angeles    | LNH        | 23    | 1                | 7                | 8                | 52               |                  |   |                      |                      |                      |                      |                      |
| 1987-1988  | Capitals de Washington  | LNH        | 21    | 4                | 3                | 7                | 14               | 14               | 1 | 0                    | 1                    | 30                   |                      |                      |
| 1988-1989  | Capitals de Washington  | LNH        | 61    | 3                | 11               | 14               | 43               |                  |   |                      |                      |                      |                      |                      |
| 1988-1989  | Sabres de Buffalo       | LNH        | 13    | 1                | 5                | 6                | 8                | 5                | 1 | 2                    | 3                    | 2                    |                      |                      |
| 1989-1990  | Sabres de Buffalo       | LNH        | 67    | 2                | 13               | 15               | 37               |                  |   |                      |                      |                      |                      |                      |
| 1990-1991  | Sabres de Buffalo       | LNH        | 60    | 8                | 23               | 31               | 46               | 6                | 3 | 3                    | 6                    | 10                   |                      |                      |
| 1991-1992  | Sabres de Buffalo       | LNH        | 50    | 5                | 16               | 21               | 45               |                  |   |                      |                      |                      |                      |                      |
| 1992-1993  | Americans de Rochester  | LAH        | 5     | 0                | 2                | 2                | 8                |                  |   |                      |                      |                      |                      |                      |
| 1992-1993  | Sabres de Buffalo       | LNH        | 50    | 2                | 14               | 16               | 45               | 8                | 0 | 0                    | 0                    | 8                    |                      |                      |
| 1993-1994  | Stars de Dallas         | LNH        | 84    | 9                | 37               | 46               | 42               | 9                | 1 | 2                    | 3                    | 6                    |                      |                      |
| 1994-1995  | Stars de Dallas         | LNH        | 38    | 5                | 13               | 18               | 20               | 3                | 0 | 0                    | 0                    | 2                    |                      |                      |
| 1995-1996  | Stars de Dallas         | LNH        | 73    | 5                | 19               | 24               | 20               |                  |   |                      |                      |                      |                      |                      |
| 1996-1997  | Stars de Dallas         | LNH        | 67    | 1                | 15               | 16               | 61               | 7                | 0 | 2                    | 2                    | 0                    |                      |                      |
| 1997-1998  | Canucks de Vancouver    | LNH        | 49    | 2                | 13               | 15               | 14               |                  |   |                      |                      |                      |                      |                      |
| 1997-1998  | Bruins de Boston        | LNH        | 22    | 2                | 7                | 9                | 6                | 6                | 0 | 0                    | 0                    | 2                    |                      |                      |
| 1998-1999  | Bruins de Boston        | LNH        | 47    | 4                | 8                | 12               | 33               | 2                | 0 | 0                    | 0                    | 2                    |                      |                      |
| 1999-2000  | Sénateurs d'Ottawa      | LNH        | 40    | 2                | 4                | 6                | 8                | 6                | 0 | 0                    | 0                    | 16                   |                      |                      |
| 2000-2001  | Lightning de Tampa Bay  | LNH        | 14    | 2                | 2                | 4                | 12               |                  |   |                      |                      |                      |                      |                      |
| 2000-2001  | Stars de Dallas         | LNH        | 8     | 0                | 1                | 1                | 4                | 9                | 0 | 1                    | 1                    | 4                    |                      |                      |
| 2001-2002  | Lightning de Tampa Bay  | LNH        | 53    | 1                | 3                | 4                | 12               |                  |   |                      |                      |                      |                      |                      |
| 2002-2003  | Blast de Brantford      | AHOsr.     | 6     | 0                | 4                | 4                | 0                |                  |   |                      |                      |                      |                      |                      |
| 2003-2004  | Blast de Brantford      | AHOsr.     | 16    | 2                | 12               | 14               | 20               |                  |   |                      |                      |                      |                      |                      |
| Totaux LNH | Totaux LNH              | Totaux LNH | 1 028 | 90               | 276              | 366              | 766              | 83               | 6 | 12                   | 18                   | 96                   |                      |                      |

### Statistiques en équipe nationale
| Année | Équipe | Compétition          |    | PJ | B | A | Pts | Pun                |  | Résultat |
| 1985  | Canada | Championnat du monde | 3  | 0  | 1 | 1 | 0   | Médaille d'argent  |  |          |
| 1986  | Canada | Championnat du monde | 10 | 0  | 2 | 2 | 10  | Médaille de bronze |  |          |

## Honneur et Trophées
- Ligue de hockey junior du Manitoba
  - Nommé dans la première équipe d'étoiles en 1982.
  - Nommé défenseur de l'année en 1982.
  - Nommé joueur par excellence en 1982.
  - Vainqueur de la Coupe Turnbull avec les Blues de Fort Garry en 1982.
- Ligue centrale de hockey
  - Vainqueur du trophée Bob Gassoff remis au défenseur s'étant le plus amélioré en 1984.
  - Vainqueur de la Coupe Adams avec les Oilers de Tulsa en 1984.
- Autres
  - Intronisé au temple de la renommée des sports du Manitoba en 2005.
  - Nommé membre honoraire du temple de la renommée du Manitoba.

## Transactions en carrière
- 7 juillet 1982 : signe à titre d'agent libre avec les Rangers de New York.
- 9 décembre 1985 : échangé par les Rangers avec Roland Melanson aux Kings de Los Angeles en retour de Brian MacLellan et du choix de quatrième ronde des Kings aux repêchage de 1987 (les Rangers sélectionnent avec ce choix Mike Sullivan).
- 9 février 1988 : échangé par les Kings aux Capitals de Washington en retour de Craig Laughlin.
- 7 mars 1989 : échangé par les Capitals avec Clint Malarchuk et le choix de sixième ronde des Caps au repêchage de 1991 (les Sabres sélectionnent avec ce choix Brian Holzinger) aux Sabres de Buffalo en retour de Calle Johansson et du choix de deuxième ronde des Sabres au repêchage de 1989 (les Capitals sélectionnent avec ce choix Byron Dafoe).
- 12 août 1993 : signe à titre d'agent libre avec les Stars de Dallas.
- 17 juillet 1997 : signe à titre d'agent libre avec les Canucks de Vancouver.
- 3 mars 1998 : échangé par les Canucks aux Bruins de Boston en retour du choix de huitième ronde des Bruins au repêchage de 1998 (les Canucks sélectionnent avec ce choix Curtis Valentine).
- 16 novembre 1999 : signe à titre d'agent libre avec les Sénateurs d'Ottawa.
- 31 janvier 2001 : signe à titre d'agent libre avec le Lightning de Tampa Bay.
- 13 mars 2001 : échangé par le Lightning aux Stars de Dallas en retour du choix de septième ronde des Stars au repêchage de 2001 (le Lightning sélectionne avec ce choix Jeremy Van Hoof).
- 13 juillet 2001 : signe à titre d'agent libre avec le Lightning de Tampa Bay.
- 20 octobre 2002 : annonce son retrait de la compétition.